# Berlin Calling
Pour plus de détails, voir Fiche technique et Distribution.
Berlin Calling est un film allemand de Hannes Stöhr, sorti le 2 octobre 2008. Le film met en scène les dessous de la vie nocturne de Berlin dans les milieux Techno à travers l'histoire d'un DJ que son addiction aux drogues dures amène en hôpital psychiatrique.

## Synopsis
Ickarus (Paul Kalkbrenner), DJ compositeur de musique électronique berlinois à succès, enchaîne les tournées dans le monde entier accompagné de sa petite amie et manageuse Mathilde (Rita Lengyel). Tout va pour le mieux lorsqu'un soir, sa dépendance à la drogue va lui coûter une admission en cure de désintoxication. S'ensuit une véritable descente aux enfers où la production de son dernier album reste son unique bouée de sauvetage.

## Distribution
- Paul Kalkbrenner (VF : Anatole de Bodinat) : Ickarus
- Rita Lengyel (VF : Marion Valantine) : Mathilde
- Corinna Harfouch : Dr Petra Paul
- Araba Walton : Corinna
- Peter Schneider : Pete
- Rolf Peter Kahl : Erbse
- Henriette Müller : Jenny
- Megan Gay : Alice
- Max Mauff : Zivi Alex

## Lieux de tournage
Le film a notamment été tourné dans deux bars de Berlin, le Maria am Ufer et le Bar 25.

## Bande originale
1. Aaron
2. Queer Fellow
3. Azure
4. Sky and Sand
5. Square 1
6. Altes Kamuffel (Special Berlin Calling Edit)
7. Torted
8. Moob
9. Mango (Special Berlin Calling Edit)
10. Atzepeng (Special Berlin Calling Edit)
11. Castenets (Special Berlin Calling Edit)
12. Revolte
13. Bengang
14. Peet
15. Absynthe
16. Gebrünn Gebrünn (Spécial Berlin Calling Edit)

La bande originale du film a été composée par Paul Kalkbrenner, à l'exception de Mango (Sascha Funke) ainsi que de Revolte (Remix de Blade Runner d'Autotune (DJ) (de))
Dans le titre Sky and Sand, la voix prêtée est celle de Fritz Kalkbrenner, le frère de Paul Kalkbrenner.